# Ommatius canicoxa
Ommatius canicoxa là một loài ruồi trong họ Asilidae. Ommatius canicoxa được Speiser miêu tả năm 1913.